# CAISA
A CAISA foi uma agroindústria de processamento e beneficiamento de castanha-de-caju fundada em Caucaia, Ceará no ano de 1969, pelo empresário Ernani Viana, em sociedade anônima aberta Sua sede está localizada na rua Plácido Monteiro Gondim, no centro da cidade. Sua atividade principal era moagem e fabricação de produtos de origem vegetal derivados da castanha-de-cajú. Foi baixada e incorporada em 2008.